# Angela Vía
Angela Jolene Trullinger Villarreal (Raymondville, Texas, Estados Unidos, 29 de diciembre de 1981), conocida profesionalmente como Angela Vía, es una cantante y compositora mexicana-estadounidense. Conocida por sus grabaciones de música pop en inglés y español, Vía ha grabado canciones de varios géneros en ambos idiomas.

## Biografía
Vía creció en el sur del estado de Texas en la pequeña ciudad de Raymondville. Sus padres Tom Trullinger y Annie Villarreal son de ascendencia americana, mexicana y española. A los nueve años Vía y su familia se trasladaron al estado de Oregón.
Cuando era niña, las cantantes favoritas de Vía eran Mariah Carey y Selena, entre otras. En 1996 Vía grabó "Hero" y "Amor Prohibido" en un estudio de grabación. Tres años después, ella escribió y cantó su propia canción que se llamaba "Picture Perfect" para su demo de canciones. Vía firmó un contrato de siete discos con Lava/Atlantic Records.
En el año 2000 Atlantic Records lanzó la canción y video musical "Picture Perfect." La versión inglés fue un éxito en la cartelera Billboard, pero la versión español recibió poca audiencia. En el 2001 Vía grabó un disco completamente en español pero este nunca fue lanzado. El disco contenía el dúo "Eternamente Te Amaré" con el cantante salsero Frankie Negrón.
Dos años después, en 2002, Vía apareció en un video musical para su canción "Papi Chulo" que también sirvió como un anuncio para Six Flags Fiesta Texas. Con letra en español e inglés, "Papi Chulo" fue un éxito entre las comunidades hispanas y no-hispanas.
Pasaron cuatro años hasta que en 2006 Vía firmó un nuevo contrato discográfico con Virgin Records. Según la página Myspace de Angela Vía, el nuevo disco Supergirl que tendrá géneros reguetón, R&B y pop estará a la venta a fines de 2007. El primer sencillo será la canción "Supergirl."

## Discografía
- Angela Vía (eng) (2000 y 2001)
- Angela Vía (es) (2000)
- Supergirl (eng/es) (2007)